# Скригалевка
Скригале́вка (укр. Скригалівка) — село, входит в Фастовский район Киевской области Украины.
Население по переписи 2001 года составляло 306 человек. Почтовый индекс — 08530. Телефонный код — 4565. Занимает площадь 2,47 км². Код КОАТУУ — 3224985901.

## Местный совет
08530, Київська обл., Фастівський р-н, с.Ставки, вул.Леніна,9